# Araneus rainbowi
Araneus rainbowi là một loài nhện trong họ Araneidae.
Loài này thuộc chi Araneus. Araneus rainbowi được Carl Friedrich Roewer miêu tả năm 1942.